# Sekhukhune United Football Club
Maillots
Actualités
Le Sekhukhune United Football Club est un club de football professionnel sud-africain fondé en 2019 et basé dans la ville de Kempton Park.

## Histoire
Le club est fondé en 2019 sous le nom African All Stars, il joue dans l'ABC Motsepe League, la troisième division. En 2020, le club achète la licence du Tshakhuma Tsha Madzivhandila Football Club, club de deuxième division qui échoue dans les barrages de montée, celui-ci achète la licence de Bidvest Wits en première division laissant sa place en deuxième division au nouveau club. Le 5 novembre 2020, le club se renomme Sekhukhune United Football Club en l'honneur du roi Sekhukhune Ier.
A la fin de sa première saison en deuxième division le club termine à la première place et est promu en DSTV Premiership. Il termine sa première saison 2021-2022 dans l'élite à la 11e place.

## Stades
Le Sekhukhune United joue d'abord au Makhulong Stadium (10 000 places) à Tembisa, puis après son accession en première division il dispute certains matchs au Stade Peter-Mokaba  (45 500 places) à Polokwane ou des rencontres plus importantes au Emirates Airline Park Stadium (62 567 places) à Johannesbourg.

## Palmarès
| Compétitions nationales | Compétitions internationales |
| - Coupe d'Afrique du Sud - Finaliste : 2023 - Championnat d'Afrique du Sud de deuxième division (1) : - Champion : 2020-2021. |                              |